# Брідсвілл (Мічиган)
Брідсвілл (англ. Breedsville) — селище (англ. village) в США, в окрузі Ван-Б'юрен штату Мічиган. Населення — 202 особи (2020).

## Географія
Брідсвілл розташований за координатами 42°21′3″ пн. ш. 86°4′3″ зх. д. / 42.35083° пн. ш. 86.06750° зх. д. (42.350721, -86.067554).  За даними Бюро перепису населення США в 2010 році селище мало площу 1,72 км², з яких 1,69 км² — суходіл та 0,03 км² — водойми.

## Демографія
Згідно з переписом 2010 року, у селищі мешкало 199 осіб у 65 домогосподарствах у складі 47 родин. Густота населення становила 115 осіб/км².  Було 80 помешкань (46/км²).
Расовий склад населення:
| - 73,9 % — білих - 3,0 % — корінних американців - 2,0 % — чорних або афроамериканців - 18,6 % — осіб інших рас |

До двох чи більше рас належало 2,5 %. Частка іспаномовних становила 28,1 % від усіх жителів.
За віковим діапазоном населення розподілялося таким чином: 25,6 % — особи молодші 18 років, 67,4 % — особи у віці 18—64 років, 7,0 % — особи у віці 65 років та старші. Медіана віку мешканця становила 34,5 року. На 100 осіб жіночої статі у селищі припадало 107,3 чоловіків;  на 100 жінок у віці від 18 років та старших — 108,5 чоловіків також старших 18 років.
Середній дохід на одне домашнє господарство  становив 37 419 доларів США (медіана — 37 743), а середній дохід на одну сім'ю — 38 463 долари (медіана — 21 818). За межею бідності перебувало 49,8 % осіб, у тому числі 98,1 % дітей у віці до 18 років та 8,3 % осіб у віці 65 років та старших.
Цивільне працевлаштоване населення становило 111 осіб. Основні галузі зайнятості: будівництво — 29,7 %, виробництво — 24,3 %, науковці, спеціалісти, менеджери — 18,9 %.